# العلاقات الفيتنامية الكرواتية
العلاقات الفيتنامية الكرواتية هي العلاقات الثنائية التي تجمع بين فيتنام وكرواتيا.

## مقارنة بين البلدين
هذه مقارنة عامة ومرجعية للدولتين:
| وجه المقارنة                                              | فيتنام           | كرواتيا                                                  |
| --------------------------------------------------------- | ---------------- | -------------------------------------------------------- |
| المساحة (كم2)                                             | 331.69 ألف       | 56.59 ألف                                                |
| عدد السكان (نسمة)                                         | 94.66 مليون      | 4.11 مليون                                               |
| الكثافة السكانية (ن./كم²)                                 | 285.39           | 72.63                                                    |
| العاصمة                                                   | هانوي            | زغرب                                                     |
| اللغة الرسمية                                             | اللغة الفيتنامية | اللغة الكرواتية                                          |
| العملة                                                    | دونغ فيتنامي     | كونا كرواتية                                             |
| الناتج المحلي الإجمالي (بليون دولار)                      | 234.19 مليار     | 54.85 مليار                                              |
| الناتج المحلي الإجمالي (تعادل القوة الشرائية) بليون دولار | 553.42 مليار     | 94.64 مليار                                              |
| الناتج المحلي الإجمالي الاسمي للفرد دولار أمريكي          | 2.48 ألف         | 11.54 ألف                                                |
| الناتج المحلي الإجمالي للفرد دولار أمريكي                 | 5.63 ألف         | 21.64 ألف                                                |
| مؤشر التنمية البشرية                                      | 0.666            | 0.818                                                    |
| رمز المكالمات الدولي                                      | +84              | +385                                                     |
| رمز الإنترنت                                              | .vn              | .hr                                                      |
| المنطقة الزمنية                                           | ت ع م+07:00      | توقيت وسط أوروبا، ت ع م+01:00، ت ع م+02:00، أوروبا/زغرب ‏ |

## منظمات دولية مشتركة
يشترك البلدان في عضوية مجموعة من المنظمات الدولية، منها:
| علم المنظمة | اسم المنظمة                        | تاريخ انضمام فيتنام | تاريخ انضمام كرواتيا |
| ----------- | ---------------------------------- | ------------------- | -------------------- |
|             | مؤسسة التنمية الدولية              | 24 سبتمبر 1960      | 25 فبراير 1993       |
|             | يونسكو                             | 6 يوليو 1951        | 1 يونيو 1992         |
|             | وكالة ضمان الاستثمار متعدد الأطراف | 5 أكتوبر 1994       | 19 مارس 1993         |
|             | الأمم المتحدة                      | 20 سبتمبر 1977      | 22 مايو 1992         |
|             | الفريق المعني برصد الأرض           | ?                   | ?                    |
|             | الاتحاد البريدي العالمي            | ?                   | ?                    |
|             | البنك الدولي للإنشاء والتعمير      | 21 سبتمبر 1956      | 25 فبراير 1993       |
|             | المنظمة الهيدروغرافية الدولية      | ?                   | ?                    |
|             | الاتحاد الدولي للاتصالات           | 24 سبتمبر 1951      | 3 يونيو 1992         |
|             | منظمة حظر الأسلحة الكيميائية       | ?                   | ?                    |
|             | مؤسسة التمويل الدولية              | 4 أغسطس 1967        | 25 فبراير 1993       |
|             | منظمة التجارة العالمية             | 11 يناير 2007       | ?                    |
|             | منظمة الشرطة الجنائية الدولية      | ?                   | ?                    |

## وصلات خارجية
- موقع وزارة الخارجية الفيتنامية
- موقع وزارة الخارجية الكرواتية